# Liste der Bodendenkmale in Königslutter am Elm
In der Liste der Bodendenkmale in Königslutter am Elm sind alle Bodendenkmale der niedersächsischen Gemeinde Königslutter am Elm aufgelistet. Die Quelle ist der Denkmalatlas Niedersachsen.
- Diese Liste erhebt keinen Anspruch auf Vollständigkeit.
- Die Angaben ersetzen nicht die rechtsverbindliche Auskunft der zuständigen Denkmalschutzbehörde.
- Es sind nur Daten aus dem Denkmalatlas verarbeitet.
- Der Stand der Liste ist der 13. Februar 2025.

Königslutter am Elm im Landkreis Helmstedt

## Allgemein
In den Spalten finden sich folgende Informationen des Bodendenkmales:
| Lage         | geographische Koordinaten                                                           |
| Bezeichnung  | Bezeichnung lt. Denkmalatlas                                                        |
| Beschreibung | Beschreibung lt. Denkmalatlas                                                       |
| ID           | Objekt-ID                                                                           |
| Bild         | Bild, ggf. zusätzlich mit Link zu weiteren Fotos im Medienarchiv Wikimedia Commons. |

## Bornum am Elm
| Lage                         | Bezeichnung                 | Beschreibung | ID       | Bild |
| ---------------------------- | --------------------------- | --- | -------- | ---- |
| 52° 16′ 35″ N, 10° 44′ 21″ O | Bornum am Elm 2, Steinkreuz | Am O-Hang des Lehnebruchs befindet sich eine rechteckige, senkrecht stehende Platte aus Sandstein mit eingemeißelter Inschrift auf Vorderseite. Sie steht auf einem (ebenerdigen) Sockel. H. 0,82 m; Br. 0,55 m; St. 0,17 m. Die Schrift setzt 2 cm unterhalb der erhaltenen Oberfläche an; erste Zeile ist bereits durch Erosion gefährdet. Der Stein wurde 1680 zum Gedenken an einen vom Blitz erschlagenen Knecht aufgestellt. | 28966014 | BW   |

## Glentorf
| Lage                         | Bezeichnung           | Beschreibung | ID       | Bild |
| ---------------------------- | --------------------- | --- | -------- | ---- |
| 52° 20′ 18″ N, 10° 47′ 41″ O | Glentorf 1,Wallanlage | Nördlich von Glentorf, rechts der Schunter, befindet sich der sogenannte „Boilwall“. Um 1900 besaß die runde Anlage einen Dm. von 12 Ruthen (ca. 55 m); die Fläche ca. 1 Morgen (ca. 2500 m²) und wurde durch einen ehemals 13 – 16 Fuß (ca. 3,70 – 4,50 m) hohen Wall und 15 – 20 Fuß (4,35 – 5,7 m) breiten Graben geschützt. Die Wallhöhe um 1900 betrug ca. 5 – 6 Fuß (1,4 – 1,7 m). Heute ist die Wallanlage nur noch als leichte, plateauartige Erhöhung von ca. 1 m zu erkennen. | 28979350 | BW   |

## Groß Steinum
| Lage                        | Bezeichnung                   | Beschreibung | ID       | Bild           |
| --------------------------- | ----------------------------- | --- | -------- | -------------- |
| 52° 16′ 29″ N, 10° 52′ 7″ O | Groß Steinum 1, Großsteingrab | Rekonstruktion eines Großsteingrabes in Anlehnung an die Grabungsergebnisse, die 4-jochige Anlage besteht aus 10 Standsteinen und 4 Decksteinen; 2 Gangsteine deuten einen Eingang auf einer Längsseite an. L. der Rekonstruktion 8,5 m; lichte Maße der Rekonstruktion: L. 7,2 m; Br. 1,4 m; H. 1,5 m. | 28970014 | Weitere Bilder |

## Lauingen
| Lage                         | Bezeichnung                 | Beschreibung | ID       | Bild |
| ---------------------------- | --------------------------- | --- | -------- | ---- |
| 52° 16′ 37″ N, 10° 46′ 52″ O | Lauingen 1, Brandgräberfeld | Am SO-Hang des Rieseberges, ca. 1,2 km NNW der Lauinger Kirche liegt ein Urnenfriedhof mit z. T. schwach überhügelten Bestattungen. Die Urnen standen in sandigem Boden ca. 30 – 50 cm tief unter der Oberfläche auf kiesigem Untergrund. Leichenbrand befand sich in und außerhalb der Urnen. Überwiegend handelte es sich dabei um einfache, meist unverzierte Urnen mit Deckschalen. Anhand des Fundmaterials konnte der Bestattungsplatz in die Látenezeit und römische Kaiserzeit datiert werden. Der Fundplatz ist zudem namensgebend für die Gefäße vom „Typ Lauingen“. | 28979349 | BW   |

## Lelm
| Lage                        | Bezeichnung             | Beschreibung | ID       | Bild           |
| --------------------------- | ----------------------- | --- | -------- | -------------- |
| 52° 12′ 8″ N, 10° 50′ 48″ O | Lelm 1, Urnengräberfeld | Südwestlich von Lelm im Forst „Ole Hai“ (Alter Hain) auf der Gemeinde- und Gemarkungsgrenze zwischen Lelm und Räbke am Nord-Hang des Elms ein Gräberfeld mit ca. 190 – 200 Grabhügel mit Durchmessern von 2 – 10 m und einer Höhe von 15 bis max. 60 cm. Zwischen den Grabhügeln, bei denen es sich um überhügelte Urnengräber handelt, finden sich einfache Urnenbestattungen. Im Randbereich der Grabhügel liegen weitere Urnengräber als Flachgräber. Die Grabhügel sind zumeist schlecht erhalten und durch alte Eingrabungen gestört. 10 Grabhügel liegen auf dem Gebiet der Gemarkung Lelm, der Rest in der Gemarkung Räbke.                                                                            | 28970028 | Weitere Bilder |
| 52° 12′ 34″ N, 10° 49′ 5″ O | Lelm 2, Burg Langeleben | Mit nördl. und nordöstl. liegenden Wirtschaftsgebäuden. Der Zugang erfolgte ursprünglich von Nordosten. Heute erhalten ist der Burghügel (Dm. 40 m), umgeben von einem tiefen, inneren Graben, einem Wall und einem äußeren Graben. Der Gesamt-Dm. der Anlage beträgt fast 100 m. Auf dem Burghügel befindet sich eine mehr als 10 m hohe Ruine des Hauptgebäudes mit 1,5 m starker Mauer. Der Innengraben ist im Süden wasserführend und zu einem kleinen Schloßteich erweitert. Im Westen führt eine Holzbrücke in die Kernburg. Nördl. und nordöstl. der Anlage befinden sich Unebenheiten im Gelände (vermutlich Spuren der für 1609 belegten, um einen viereckigen Hof angeordneten Wirtschaftsgebäude). | 28970145 | Weitere Bilder |

## Rhode
| Lage                         | Bezeichnung         | Beschreibung | ID       | Bild |
| ---------------------------- | ------------------- | --- | -------- | ---- |
| 52° 20′ 21″ N, 10° 54′ 20″ O | Rhode 1, Landwehr   | Landwehr | 37213138 | BW   |
| 52° 20′ 25″ N, 10° 53′ 47″ O | Rhode 2, Grenzstein | Der Grenzstein befindet sich im Verlauf der Landwehr zwischen den Gemarkungen Rhode und Klein Sisbeck, am östlichen Rand der Straße von Klein Sisbeck nach Beienrode. Er besteht aus Sandstein. H. über Erdboden 0,48 m; Br. 0,45 m; St. 0,22 m. Der obere Abschluss ist gerundet. Inschrift auf der Südwest-Seite : K.H. (Königreich Hannover); auf der Nordost-Seite H.B. (Herzogtum Braunschweig), darunter NO.=11. Der Stein wurde zwischen 1815 und 1866 aufgestellt. | 28918093 | BW   |
| 52° 20′ 25″ N, 10° 54′ 4″ O  | Rhode 3, Grenzstein | Grenzstein im Verlauf der Landwehr zwischen den Gemarkungen Rhode und Klein Sisbeck auf dem südlichen Wall. Hergestellt aus Sandstein. H. über Erdboden 0,62 m; Br. 0,42 m; St. 0,21 m. Oberer Abschluss ist gerundet. Inschrift auf Südwest-Seite: K.H. (Königreich Hannover); auf der Nordost-Seite: H.B. (Herzogtum Braunschweig), darunter No.=10. Errichtung zwischen 1815 und 1866. | 28979342 | BW   |
| 52° 20′ 20″ N, 10° 54′ 26″ O | Rhode 4, Grenzstein | Grenzstein im Verlauf der Landwehr zwischen den Gemarkungen Rhode und Klein Sisbeck auf dem nördlichen Wall. Hergestellt aus Sandstein. H. über Erdboden 0,9 m; Br. 0,45 m; St. 0,2 m. Oberer Abschluss ist gerundet. Inschrift auf Südwest-Seite: K.H. (Königreich Hannover); auf der Nordost-Seite: H.B. (Herzogtum Braunschweig), darunter No.=9. Auf der Südwest-Seite ist unter den Buchstaben K.H. eine weitere Inschrift (Jahreszahl ?) in alter Zeit gemeißelt worden.Der Stein wurde zwischen 1815 und 1866 errichtet. Direkt westlich steht neben diesem Grenzstein ein alter kleinerer Grenzstein ohne Inschrift. | 28979343 | BW   |
| 52° 20′ 17″ N, 10° 54′ 36″ O | Rhode 5, Grenzstein | Grenzstein im Verlauf der Landwehr zwischen den Gemarkungen Rhode und Klein Sisbeck im östlichen Bereich des Straßengrabens, ca. 1,8 m südöstlich eines modernen Grenzsteins. Gefertigt aus Sandstein. H. über Erdboden 0,67 m; Br. 0,41 m; St. 0,20 m. Oberer Abschluss ist gerundet. Inschrift auf Nordwest-Seite: K.H. (Königreich Hannover); auf der Südost-Seite: H.B. (Herzogtum Braunschweig), darunter No.=8. Zwischen 1815 und 1866 errichtet. | 28979344 | BW   |